# Kostanje
Kostanje je selo u Splitsko-dalmatinskoj županiji u sastavu grada Omiša. Sastavni su dio povijesnog kraja nekadašnje Poljičke Republike i Dalmatinske zagore. S osnovnom školom, vrtićem, nekoliko trgovina i ugostiteljskih objekata jedno su od najrazvijenih sela ovog kraja kao i jedno od rijetkih sela koje od popisa iz 2011. godine bilježi prirodni porast stanovništva kao i useljavanje.
Ime je dobilo po kestenu.

## Zemljopis i gospodarstvo
Nalazi se u Srednjim Poljicima nekadašnje Poljičke Knežije. Dio su Omiške Krajine, Dalmatinske Zagore kao i sastavni dio grada Omiša. Zemljopisno se dijele na: Gornji, Donji i Srednji varoš. S južne strane imaju izlaz na rijeku Cetinu na čijoj se suprotnoj strani nalazi selo Kučiće, na istoku graniči s Podgrađem, na sjeveru sa Seocama,a na zapadu s ostalim selima i gradom Omišem. Površinom je srednje veliko selo. Od matičnog grada Omiša udaljeno je 18 kilometara. Kostanje pripada krškom području, ali je zbog blizine Cetini veoma bogato plodnom crnicom koja se nalazi u krškim poljima. Stoljećima je Kostanje pogodno za uzgoj raznih kultura s obzirom na to da su Kostanjci oduvijek bez problema mogli navodnjavati svoju zemlju zbog izlaza na rijeku Cetinu. Najveći dio Kostanjaca uzgaja voće, povrće, a neki i stoku za vlastite potrebe. Posebno je razvijeno maslinarstvo i vinogradarstvo. Dobar dio radno aktivnog kostanjskog stanovništva radi upravo u Kostanju, dio u matičnom gradu Omišu, a manji dio i u obližnjem Šestanovcu. U Kostanju se nalazi područna osnovna škola osnovne škole u Čišlama koju pohađaju učenici od 1. do 8. razreda. Tu se nalazi i dječji vrtić koji zbog velikog broja djece radi u dvije smjene. U Kostanju postoje i dvije trgovine, kao i nekoliko gostionica.

## Upravna organizacija
Gradsko je naselje grada Omiša po upravnoj organizaciji, iako je od samog naselja Omiša udaljeno nekoliko kilometara. 
Po poštanskoj organizaciji, imaju vlastiti poštanski ured.

## Stanovništvo
Većinsko i jedino autohtono stanovništvo ovog sela su Hrvati. Od popisa stanovništva iz 2001. do popisa iz 2011. broj stanovnika je smanjen za 50-ak ljudi. Usprkos tome selo od 2011. nadalje bilježi prirodni porast kao i doseljavanje te se procjenjuje da će na sljedećem popisu imati značajno više stanovništva nego na onom iz 2011. godine. 

### Poznate osobe
- Mila Gojsalić, hrvatska mučenica i narodna junakinja
- Đurđica Tičinović, hrvatska pjesnikinja

| broj stanovnika | 558   | 764   | 611   | 605   | 706   | 812   | 822   | 903   | 1033  | 1049  | 1044  | 1028  | 867   | 775   | 658   | 605   | 572   |
|                 | 1857. | 1869. | 1880. | 1890. | 1900. | 1910. | 1921. | 1931. | 1948. | 1953. | 1961. | 1971. | 1981. | 1991. | 2001. | 2011. | 2021. |

## Kultura
Od 2003. se svake godine u Kostanjama održava trodnevna kulturna manifestacija Dani Mile Gojsalić, u čijem proglamu su izložbe, izvedbe (praizveden je mjuzikl Mile Gojsalić koji su izveli dječji zbor “Srdelice” iz Splita i Dječji zbor “Kostanje”), izložba slika, klapska večer, večer sopranika. Mjesta održavanja su kostanjski Dom kulture i spomen-kuća Mile Gojsalić.